# Административно-территориальное деление Удмуртии
Административно-территориальное деление Удмуртской Республики — территориальная организация, представляющая собой совокупность имеющихся в Удмуртской Республике административно-территориальных единиц, определяется 29 статьёй конституции Республики и законом Удмуртской Республики «Об административно-территориальном устройстве Удмуртской Республики».
Территория Удмуртской Республики целостна, едина и является составной частью территории Российской Федерации. Территория и границы Удмуртской Республики не могут быть изменены без согласия народа Удмуртской Республики, выраженного путём референдума.

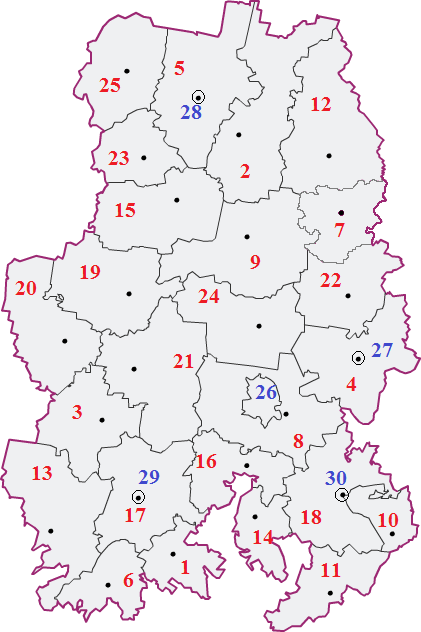
Районы: 1.	Алнашский,
2.	Балезинский,
3.	Вавожский,
4.	Воткинский,
5.	Глазовский,
6.	Граховский,
7.	Дебёсский,
8.	Завьяловский,
9.	Игринский,
10.	Камбарский,
11.	Каракулинский,
12.	Кезский,
13.	Кизнерский,
14.	Киясовский,
15.	Красногорский,
16.	Малопургинский,
17.	Можгинский,
18.	Сарапульский,
19.	Селтинский,
20.	Сюмсинский,
21.	Увинский,
22.	Шарканский,
23.	Юкаменский,
24.	Якшур-Бодьинский,
25.	Ярский;
Города республиканского значения (городские округа): 26. Ижевск, 27. Воткинск, 28. Глазов, 29. Можга, 30. Сарапул.

## Административно-территориальное устройство
Согласно Конституции Удмуртии и Закону «Об административно-территориальном устройстве Удмуртской Республики», субъект РФ включает следующие административно-территориальные единицы:
- 5 городов республиканского значения (Ижевск, Воткинск, Глазов, Можга, Сарапул),
- 25 районов, включающие:
  - город районного значения (Камбарка), сельсоветы и поссоветы (314 сельских администраций) и 1956 сельских населённых пунктов (в том числе 148 без населения).

Столица — город Ижевск.

## Муниципальное устройство
В рамках муниципального устройства республики, в границах административно-территориальных единиц Удмуртии к 1 января 2019 года было всего образовано 333 муниципальных образования:
- 5 городских округов (Ижевск, Воткинск, Глазов, Можга, Сарапул),
- 25 муниципальных районов, включающие
  - 302 сельских поселения,
  - 1 городское поселение (Камбарское).

Законом от 27.12.2019 допущена возможность образования муниципальных округов.
В 2021 года муниципальные районы были преобразованы в муниципальные округа (слово район в официальных названиях сохранено).
Последовательность преобразования районов в муниципальные округа:
- 18 апреля 2021 года — Игринский район[9], Селтинский район[10], Сюмсинский район[11], Юкаменский район[12];
- 9 мая 2021 года — Алнашский район[13], Вавожский район[14], Кезский район[15];
- 21 мая 2021 года — Шарканский район[16];
- 22 мая 2021 года — Глазовский район[17], Киясовский район[18];
- 23 мая 2021 года — Дебёсский район[19], Камбарский район[20], Красногорский район[21];
- 25 мая 2021 года — Якшур-Бодьинский район[22], Ярский район[23];
- 30 мая 2021 года — Балезинский район[24], Граховский район[25], Увинский район[26];
- 10 июня 2021 года — Каракулинский район[27];
- 25 июня 2021 года — Воткинский район[28], Завьяловский район[29], Кизнерский район[30], Малопургинский район[31], Можгинский район[32], Сарапульский район[33].

## Районы и города республиканского значения (городские и муниципальные округа)
| №         | Название                                            | Год создания | Флаг | Герб | Административный центр | Площадь, км² | Население, чел. (2023) | Код ОКАТО | Карта |
| --------- | --------------------------------------------------- | ------------ | ---- | ---- | ---------------------- | ------------ | ---------------------- | --------- | ----- |
| 1e-06     | Районы (муниципальные округа)                       |              |      |      |                        |              |                        |           |       |
| 1         | Алнашский район удм. Алнаш ёрос                     | 1929         |      |      | село Алнаши            | 896,0        | ↘20 182                | 94 202    | карта |
| 2         | Балезинский район удм. Балезино ёрос                | 1929         |      |      | посёлок Балезино       | 2434,7       | ↘27 261                | 94 204    | карта |
| 3         | Вавожский район удм. Вавож ёрос                     | 1929         |      |      | село Вавож             | 1679,0       | ↘13 827                | 94 206    | карта |
| 4         | Воткинский район удм. Вотка ёрос                    | 1926         |      |      | город Воткинск         | 1863,8       | ↗23 474                | 94 208    | карта |
| 5         | Глазовский район удм. Глаз ёрос                     | 1929         |      |      | город Глазов           | 2159,7       | ↗15 775                | 94 210    | карта |
| 6         | Граховский район удм. Грах ёрос                     | 1929         |      |      | село Грахово           | 967,7        | ↗8805                  | 94 212    | карта |
| 7         | Дебёсский район удм. Дэбес ёрос                     | 1929         |      |      | село Дебёсы            | 1033,0       | ↘10 987                | 94 214    | карта |
| 8         | Завьяловский район удм. Дэри ёрос, Завьял ёрос      | 1937         |      |      | село Завьялово         | 2203,3       | ↗83 460                | 94 216    | карта |
| 9         | Игринский район удм. Эгра ёрос                      | 1937         |      |      | посёлок Игра           | 2266,9       | ↘32 538                | 94 218    | карта |
| 10        | Камбарский район удм. Камбарка ёрос                 | 1924         |      |      | город Камбарка         | 762,6        | ↘15 570                | 94 220    | карта |
| 11        | Каракулинский район удм. Каракулино ёрос            | 1926         |      |      | село Каракулино        | 1192,6       | ↗10 471                | 94 222    | карта |
| 12        | Кезский район удм. Кез ёрос                         | 1929         |      |      | посёлок Кез            | 2321,0       | ↘18 468                | 94 224    | карта |
| 13        | Кизнерский район удм. Кизнер ёрос                   | 1939         |      |      | посёлок Кизнер         | 2131,1       | ↗17 854                | 94 226    | карта |
| 14        | Киясовский район удм. Кияса ёрос                    | 1926         |      |      | село Киясово           | 821,3        | ↘8792                  | 94 228    | карта |
| 15        | Красногорский район удм. Красногорск ёрос           | 1935         |      |      | село Красногорское     | 1860,1       | ↘7841                  | 94 230    | карта |
| 16        | Малопургинский район удм. Пичи Пурга ёрос           | 1929         |      |      | село Малая Пурга       | 1223,2       | ↘30 993                | 94 233    | карта |
| 17        | Можгинский район удм. Можга ёрос                    | 1929         |      |      | город Можга            | 1997,0       | ↘24 523                | 94 235    | карта |
| 18        | Сарапульский район удм. Сарапул ёрос                | 1924         |      |      | село Сигаево           | 1877,6       | ↘23 267                | 94 237    | карта |
| 19        | Селтинский район удм. Сьӧлта ёрос                   | 1929         |      |      | село Селты             | 1883,7       | ↗10 628                | 94 239    | карта |
| 20        | Сюмсинский район удм. Сюмси ёрос                    | 1929         |      |      | село Сюмси             | 1789,7       | ↘10 529                | 94 241    | карта |
| 21        | Увинский район удм. Ува ёрос                        | 1935         |      |      | посёлок Ува            | 2445,4       | ↘34 627                | 94 244    | карта |
| 22        | Шарканский район удм. Шаркан ёрос                   | 1929         |      |      | село Шаркан            | 1404,5       | ↘18 886                | 94 246    | карта |
| 23        | Юкаменский район удм. Юкаменск ёрос                 | 1929         |      |      | село Юкаменское        | 1019,7       | ↘7574                  | 94 248    | карта |
| 24        | Якшур-Бодьинский район удм. Якшур-Бӧдья ёрос        | 1929         |      |      | село Якшур-Бодья       | 1780,1       | ↘19 293                | 94 250    | карта |
| 25        | Ярский район удм. Яр ёрос                           | 1929         |      |      | посёлок Яр             | 1524,3       | ↘11 370                | 94 252    | карта |
| 25.000002 | Города республиканского значения (городские округа) |              |      |      |                        |              |                        |           |       |
| 26        | город Ижевск удм. Иж, Иж кар                        | 1760/ 1918   |      |      | город Ижевск           | 315,6        | ↘616 297               | 94 401    | карта |
| 27        | город Воткинск удм. Вотка Кар                       | 1758/ 1935   |      |      | город Воткинск         | 112,2        | ↘95 137                | 94 410    | карта |
| 28        | город Глазов удм. Глаз, Глазкар                     | 1678/ 1780   |      |      | город Глазов           | 68,3         | ↘85 340                | 94 420    | карта |
| 29        | город Можга удм. Можга                              | 1835/ 1926   |      |      | город Можга            | 30,6         | ↘43 557                | 94 430    | карта |
| 30        | город Сарапул удм. Сарапул                          | 1621/ 1780   |      |      | город Сарапул          | 86,0         | ↘88 388                | 94 440    | карта |

## История
Современная Удмуртия ведёт свою государственность от образованной в 1920 году Вотской АО. Первое административно-территориальное деление области было определено в 1921 году, автономия была разделена на 5 уездов. В 1929 году проводится районирование, замена уездно-волостной административно-территориальной структуры на районную, образован 21 район.
В 1932 году Вотская автономная область переименована в Удмуртскую АО и в том же году ликвидированы 3 района. В 1934 году Удмуртская автономная область преобразована в существующих границах в Удмуртскую АССР. В 1935—1937 годах, за счет разукрупнения существующих, дополнительно образовано 13 новых районов. В 1938—1939 годах из состава Кировской области в Удмуртскую АССР переданы ещё 6 районов. Всего в результате реформ 1935—1939 годов количество районов увеличилось с 18 до 37. В 1956 году, в результате укрупнений, ликвидированы 8 районов. В 1963 году, в результате очередной реформы, республика разделена на промышленные и сельские районы. Но уже в 1965—1967 годах происходит возврат к старой территориальной структуре. В дальнейшем в 1970—1990 годы границы районов менялись незначительно.
В 2004—2005 годах в Удмуртии проводится реформа местного самоуправления, в рамках которой административные районы и города республиканского подчинения наделены статусом муниципальных районов и городских округов.
В 2021 году муниципальные районы были преобразованы в муниципальные округа.